# Cycloptilum pigrum
Cycloptilum pigrum är en insektsart som beskrevs av Love och T.J. Walker 1979. Cycloptilum pigrum ingår i släktet Cycloptilum och familjen Mogoplistidae. Inga underarter finns listade i Catalogue of Life.